# Fucomimus
Fucomimus is een monotypisch geslacht van straalvinnige vissen uit de familie van beschubde slijmvissen (Clinidae). Het geslacht is voor het eerst wetenschappelijk beschreven in 1946 door Smith.

## Soort
- Fucomimus mus (Gilchrist & Thompson, 1908)